# Теодиций
Теоди́ций (лат. Theodicius; умер в 774, Павия) — герцог Сполето (761?—774).

## Биография
Точная дата получения Теодицием Сполетского герцогства неизвестна. Предположительно в 761 году, он стал здесь преемником герцога Гизульфа, который или умер, или был смещён королём лангобардов Дезидерием. Первое достоверное упоминания о Теодиции как о правителе Сполето относится или к сентябрю 762, или к марту 763 года. В исторических источниках, очень немногословно описывающих правление Теодиция, о нём сообщается как о друге и верном вассале короля Дезидерия.
В 768 году в Сполето из Рима прибыли два высокопоставленных священника, кардиналы Христофор и Сергий. Являясь противниками антипапы Константина, они обратились к Теодицию с просьбой оказать им содействие в свержении их врага. Герцог Сполето переправил просителей ко двору короля Дезидерия, который, желая получить контроль над папами, предоставил в распоряжение Христофора и Сергия своих воинов. 29 июля королевское войско, благодаря стараниям находившихся в Риме единомышленников заговорщиков, вошло в город и сместило Константина с Престола святого Петра. Неизвестно, участвовал ли Теодиций лично в этом походе, но описывающая эти события «Liber Pontificalis» сообщает, что в нём участвовали отряды из двух городов Сполетского герцогства, Риети и Фурктоны.
В 772 году новым папой римским был избран Адриан I, сразу же проявивший себя противником Павла Афиарты, главы римских сторонников правителя лангобардов. Король Дезидерий, намереваясь установить добрые отношения с новоизбранным папой, направил к нему посольство в составе герцогов Теодиция Сполетского и Тунно Иврейского, а также своего майордома Прандула. Послы обратились к Адриану I с предложением подтвердить договор между правителем лангобардов и Святым Престолом, который был заключён Дезидерием с предыдущим папой Стефаном III (IV). Однако Адриан отказался это сделать, что привело сначала к полному разрыву между ним и королём лангобардов, а затем к обращению папы за помощью к правителю франков Карлу Великому.
Участие Теодиция в посольстве в Рим в 772 году является последним достоверным упоминанием об этом герцоге Сполето в исторических источниках. Предполагается, что во время франкско-лангобардской войны 773—774 годов он находился в свите короля Дезидерия и скончался (возможно, погиб) во время осады Павии. Из датированного 9 июня 776 года документа Карла Великого, подтверждавшего данные ранее герцогами Сполето дарственные акты аббатству Фарфа, следует, что к этому времени Теодиция уже не было в живых.
Вероятно, ещё при жизни Теодиция его враги из числа знати Сполето обратились за покровительством к папе Адриану I, который по их просьбе назначил новым герцогом Гильдепранда. Позднее это избрание было подтверждено и королём франков Карлом Великим.